# Olympische Sommerspiele 1988/Teilnehmer (Schweiz)
| Gelbes Symbol für Goldmedaillen mit stilisierten Olympischen Ringen | Graues Symbol für Silbermedaillen mit stilisierten Olympischen Ringen | Braundes Symbol für Bronzemedaillen mit stilisierten Olympischen Ringen |
| ------------------------------------------------------------------- | --------------------------------------------------------------------- | ----------------------------------------------------------------------- |
| —                                                                   | 2                                                                     | 2                                                                       |

Die Schweiz nahm an den Olympischen Sommerspielen 1988 in Seoul, Südkorea, mit einer Delegation von 99 Sportlern (72 Männer und 27 Frauen) teil.

## Medaillengewinner

### Silber
| Name(n)                                                                 | Sportart | Wettkampf           |
| ----------------------------------------------------------------------- | -------- | ------------------- |
| Otto Hofer, Daniel Ramseier, Samuel Schatzmann, Christine Stückelberger | Reiten   | Dressur, Mannschaft |
| Beat Schwerzmann, Ueli Bodenmann                                        | Rudern   | Doppelzweier        |

### Bronze
| Name                    | Sportart       | Wettkampf       |
| ----------------------- | -------------- | --------------- |
| Werner Günthör          | Leichtathletik | Kugelstossen    |
| Christine Stückelberger | Reiten         | Dressur, Einzel |

## Teilnehmer nach Sportarten

### Bogenschiessen
- Vreny Burger
Frauen, Einzel: 39. Platz

- Nadia Gautschi
Frauen, Einzel: 45. Platz

### Fechten
- Patrice Gaille
Degen, Einzel: 13. Platz
Degen, Mannschaft: 5. Platz

- Michel Poffet
Degen, Einzel: 15. Platz
Degen, Mannschaft: 5. Platz

- André Kuhn
Degen, Einzel: 46. Platz
Degen, Mannschaft: 5. Platz

- Zsolt Madarasz
Degen, Mannschaft: 5. Platz

- Gérald Pfefferle
Degen, Mannschaft: 5. Platz

- Alessandra Mariéthoz
Frauen, Florett, Einzel: 37. Platz

- Andrea Piros
Frauen, Florett, Einzel: 40. Platz

### Judo
- Olivier Schaffter
Halbmittelgewicht: 34. Platz

- Clemens Jehle
Schwergewicht: 19. Platz

### Kanu
- Luzius Philipp
Einer-Kajak, 500 Meter: Vorläufe

### Leichtathletik
- Markus Hacksteiner
1500 Meter: Halbfinal

- Peter Wirz
1500 Meter: Halbfinal

- Marco Rapp
1500 Meter: Vorläufe

- Pierre Délèze
5000 Meter: Vorläufe

- Bruno Lafranchi
Marathon: Rennen nicht beendet

- Werner Günthör
Kugelstossen: Bronze

- Rudolf Steiner
Speerwurf: 24. Platz in der Qualifikation

- Beat Gähwiler
Zehnkampf: 12. Platz

- Christian Gugler
Zehnkampf: 22. Platz

- Severin Moser
Zehnkampf: 27. Platz

- Regula Aebi
Frauen, 200 Meter: Halbfinal

- Cornelia Bürki
Frauen, 1500 Meter: Vorläufe
Frauen, 3000 Meter: 11. Platz

- Martine Oppliger
Frauen, 10'000 Meter: Vorläufe

- Genoveva Eichenmann
Frauen, Marathon: 47. Platz

- Rosmarie Müller
Frauen, Marathon: 48. Platz

- Rita Heggli
Frauen, 100 Meter Hürden: Viertelfinal

- Anita Protti
Frauen, 400 Meter Hürden: Halbfinal

- Denise Thiémard
Frauen, Speerwurf: 9. Platz

- Corinne Schneider
Frauen, Siebenkampf: 13. Platz

### Moderner Fünfkampf
- Peter Steinmann
Einzel: 9. Platz
Mannschaft: 7. Platz

- Andy Jung
Einzel: 26. Platz
Mannschaft: 7. Platz

- Peter Burger
Einzel: 42. Platz
Mannschaft: 7. Platz

### Radsport
- Marcel Stäuble
Strassenrennen, Einzel: 26. Platz

- Daniel Steiger
Strassenrennen, Einzel: 35. Platz

- Felice Puttini
Strassenrennen, Einzel: 79. Platz

- Rocco Travella
1000 Meter Einzelzeitfahren: 9. Platz

- Bruno Risi
4000 Meter Einzelverfolgung: Vorläufe

- Philippe Grivel
Punkterennen: 20. Platz

- Edith Schönenberger
Frauen, Strassenrennen, Einzel: 18. Platz

- Baba Ganz
Frauen, Strassenrennen, Einzel: 40. Platz

- Brigitte Gyr-Gschwend
Frauen, Strassenrennen, Einzel: 41. Platz

### Reiten
- Christine Stückelberger
Dressur, Einzel: Bronze 
Dressur, Mannschaft: Silber

- Otto Hofer
Dressur, Einzel: 7. Platz
Dressur, Mannschaft: Silber

- Daniel Ramseier
Dressur, Einzel: 9. Platz
Dressur, Mannschaft: Silber

- Samuel Schatzmann
Dressur, Einzel: 39. Platz
Dressur, Mannschaft: Silber

- Markus Fuchs
Springreiten, Einzel: 7. Platz
Springreiten, Mannschaft: 7. Platz

- Thomas Fuchs
Springreiten, Einzel: 7. Platz
Springreiten, Mannschaft: 7. Platz

- Philippe Guerdat
Springreiten, Einzel: Final
Springreiten, Mannschaft: 7. Platz

- Walter Gabathuler
Springreiten, Einzel: In der Qualifikation ausgeschieden
Springreiten, Mannschaft: 7. Platz

### Ringen
- Hugo Dietsche
Federgewicht, griechisch-römisch: 8. Platz

- Ludwig Küng
Federgewicht, Freistil: in der 4. Runde ausgeschieden

- René Neyer
Leichtgewicht, Freistil: in der 2. Runde ausgeschieden

- Pierre-Didier Jollien
Mittelgewicht, Freistil: in der 2. Runde ausgeschieden

### Rudern
- Beat Schwerzmann
Doppelzweier: Silber

- Ueli Bodenmann
Doppelzweier: Silber

- Martin Honegger
Vierer mit Steuermann: DNS im Final

- Marcel Hotz
Vierer mit Steuermann: DNS im Final

- Bruno Saile
Vierer mit Steuermann: DNS im Final

- Günter Schneider
Vierer mit Steuermann: DNS im Final

- Jörg Weitnauer
Vierer mit Steuermann: DNS im Final

### Schiessen
- Rolf Beutler
Luftpistole: 22. Platz
Freie Pistole: 36. Platz

- Hans-Rudolf Schneider
Schnellfeuerpistole: 13. Platz

- Toni Küchler
Schnellfeuerpistole: 16. Platz

- Hanspeter Ziörjen
Luftgewehr: 17. Platz

- Pierre-Alain Dufaux
Luftgewehr: 44. Platz
Kleinkaliber, Dreistellungskampf: 35. Platz
Kleinkaliber, liegend: 24. Platz

- Norbert Sturny
Kleinkaliber, Dreistellungskampf: 18. Platz
Kleinkaliber, liegend: 24. Platz

- Francine Antonietti
Frauen, Luftpistole: 34. Platz
Frauen, Sportpistole: 32. Platz

- Gaby Bühlmann
Frauen, Luftgewehr: 8. Platz
Frauen, Kleinkaliber, Dreistellungskampf: 34. Platz

- Irene Dufaux
Frauen, Luftgewehr: 15. Platz
Frauen, Kleinkaliber, Dreistellungskampf: 9. Platz

### Schwimmen
- Dano Halsall
50 Meter Freistil: 4. Platz
100 Meter Freistil: 23. Platz
4 × 100 Meter Lagen: 9. Platz

- Stéfan Voléry
50 Meter Freistil: 5. Platz
100 Meter Freistil: 11. Platz
200 Meter Freistil: 25. Platz
4 × 100 Meter Lagen: 9. Platz

- Alberto Bottini
200 Meter Freistil: 20. Platz
400 Meter Freistil: 25. Platz

- Patrick Ferland
100 Meter Rücken: 24. Platz
200 Meter Rücken: 29. Platz
4 × 100 Meter Lagen: 9. Platz

- Pierre-Yves Eberle
100 Meter Brust: 21. Platz
200 Meter Brust: 26. Platz

- Étienne Dagon
100 Meter Brust: 27. Platz
200 Meter Brust: 13. Platz
4 × 100 Meter Lagen: 9. Platz

- Théophile David
100 Meter Schmetterling: 30. Platz
200 Meter Schmetterling: 33. Platz

- Marie-Thérèse Armentero
Frauen, 50 Meter Freistil: 11. Platz
Frauen, 100 Meter Freistil: 18. Platz

- Eva Gysling
Frauen, 100 Meter Rücken: 20. Platz
Frauen, 200 Meter Rücken: 27. Platz

- Patricia Brülhart
Frauen, 100 Meter Brust: 30. Platz
Frauen, 200 Meter Brust: 36. Platz

### Segeln
- Andreas Frey
470er: 20. Platz

- Jodok Wicki
470er: 20. Platz

- Jan Bonga
Windsurfen: 9. Platz

- Jean-Claude Vuithier junior
Soling: 18. Platz

- Marco Calderari
Soling: 18. Platz

- Christian Hayner
Soling: 18. Platz

- Edgar Röthlisberger
Tornado: 17. Platz

- Raymond Cattin
Tornado: 17. Platz

- Alexander Schroff
Flying Dutchman: 16. Platz

- Daniel Schroff
Flying Dutchman: 16. Platz

### Synchronschwimmen
- Karin Singer
Einzel: 5. Platz
Duett: 5. Platz

- Edith Boss
Einzel: Vorrunde
Duett: 5. Platz

- Claudia Peczinka
Einzel: Vorrunde

### Tennis
- Jakob Hlasek
Einzel: 9. Platz
Doppel: 9. Platz

- Heinz Günthardt
Doppel: 9. Platz

### Turnen
- Josef Zellweger
Einzelmehrkampf: 31. Platz
Barren: 35. Platz in der Qualifikation
Boden: 57. Platz in der Qualifikation
Pferdsprung: 77. Platz in der Qualifikation
Reck: 78. Platz in der Qualifikation
Ringe: 29. Platz in der Qualifikation
Seitpferd: 43. Platz in der Qualifikation

- Bruno Cavelti
Einzelmehrkampf: 74. Platz in der Qualifikation
Barren: 77. Platz in der Qualifikation
Boden: 81. Platz in der Qualifikation
Pferdsprung: 79. Platz in der Qualifikation
Reck: 50. Platz in der Qualifikation
Ringe: 67. Platz in der Qualifikation
Seitpferd: 69. Platz in der Qualifikation

### Wasserspringen
- Beatrice Bürki
Kunstspringen: 16. Platz in der Qualifikation